# ТЕС Ченнел-Айленд
ТЕС Ченнел-Айленд – теплова електростанція на півночі Австралії.
В 1986 – 1987 роках на майданчику станції стали до ладу 5 газових турбін потужністю по 33,3 МВт та одна парова турбіна з показником 34 МВт. При цьому три газові турбіни (станційні номери С1 – С3) встановили на роботу у відкритому циклі, а дві газові турбіни (номери С4 та С5) доповнили котлами-утилізаторами, від яких і живилась парова турбіна (номер С6). Таким чином, був споруджений перший в історії Австралії парогазовий блок комбінованого циклу.
В 2006-му додали встановлену на роботу у відкритому циклі газову турбіну потужністю 42 МВт (номер С7).
У 2011-му запустили дві встановлені на роботу у відкритому циклі газові турбіни потужністю по 45 МВт (номери С8 та С9), при цьому в режимі впорскування води вони можуть видавати потужність у 55 МВт. 
Станом на середину 2010-х загальна потужність станції становила 322 МВт (за турбінами С1 – С6 рахувався сукупний показник у 190 МВт).
В 2020-му газову турбіну С3 вивели з експлуатації. Також у другій половині 2020-х планують зупинити всі інші турбіни першої черги (С1, С2, С4 – С6). В той же час, для підсилення станції на початку 2020-х замовили мобільну газову турбіну від General Electric типу TM2500 потужністю 22 МВт.
ТЕС спорудили з розрахунку на природний газ, який подали по трубопроводу Палм-Воллей – Дарвін. Наразі район Дарвіну при виникненні потреби також може отримувати блакитне паливо від заводів зі зрідження Дарвін ЗПГ та Ічтіс ЗПГ (знаходяться лише за кілька кілометрів від електростанції та сполучені з Палм-Воллей – Дарвін короткими перемичками). 
Видача продукції відбувається під напругою 132 кВ.